# Les Torres (Sant Quirze Safaja)
Les Torras és una masia del terme municipal de Sant Quirze Safaja, al Moianès. És al sector central-meridional del terme, a prop del límit amb Sant Feliu de Codines, a prop i a l'est de la carretera C-1413b, en el punt quilomètric 2,5. Es troba a la dreta del Tenes, a ponent del Molí de Llobateres i a llevant de les Clotes. Al voltant seu hi ha la urbanització de les Torres. El seu accés és des de l'esmentada carretera C-1413b prop del punt quilomètric 3, a través de la urbanització. En el seu extrem nord hi ha la Poua de les Torres.

## Arquitectura
És un edifici de planta quadrada i coberta a quatre vessants, amb edificis annexos als dos costats. Consta de planta baixa, pis i golfes. La façana és de composició simètrica, amb una porta dovellada al centre. Els angles de la casa estan emmarcats per carreus. A la banda dreta hi ha una galeria oberta sostinguda per columnes que té adossada una petita capella amb campanar d'espadanya i absis circular. Al seu costat hi ha un petit cos que serveix de sagristia.

## Història
La referència més antiga que es coneix és de l'any 1285, quan guillem de la Torra compra el "mas de Planes". A partir d'aquest document se succeeixen 25 generacions de la família Torras, que es poden resseguir per la documentació i l'arbre genealògic de la casa. L'any 1714 el mas va ser cremat pels partidaris de l'arxiduc Carles d'Àustria, ja que els Torras es van unir a Felip V. Es conserva el document en què el rei Felip va ordenar la reconstrucció a prova de foc, tota ella de pedra menys les bigues de la teulada.